# Якимово (Московская область)
Якимово — деревня в городском округе Черноголовка Московской области России.

## Население
| 1852 | 1859 | 1869 | 1886 | 1899 | 1926 | 2002 | 2010 |
| ---- | ---- | ---- | ---- | ---- | ---- | ---- | ---- |
| 181  | ↗191 | ↗194 | ↘191 | ↘81  | ↗268 | ↘80  | ↘58  |
| 2013 |      |      |      |      |      |      |      |
| ↗73  |      |      |      |      |      |      |      |

## География
Деревня Якимово расположена на северо-востоке Московской области, в северной части городского округа Черноголовка, примерно в 39 км к северо-востоку от Московской кольцевой автодороги и 1,5 км к северо-западу от центра города Черноголовки, в верховье реки Черноголовки бассейна Клязьмы.
В 4 км южнее деревни проходит Щёлковское шоссе А103, в 7 км к северо-западу — Фряновское шоссе Р110, в 3,5 км к юго-западу — Московское малое кольцо А107, в 19 км к северо-востоку — Московское большое кольцо А108. Ближайший сельский населённый пункт — деревня Афанасово-3.
В деревне одна улица — Восточный проезд.
Связана автобусным сообщением с городом Ногинском.

## История
В середине XIX века село Ямкино относилось ко 2-му стану Богородского уезда Московской губернии и принадлежало генерал-майорше Марье Михайловне Струговщиковой. В селе было 22 двора, крестьян 81 душа мужского пола и 100 душ женского.
В «Списке населённых мест» 1862 года — владельческое сельцо 2-го стана Богородского уезда Московской губернии по левую сторону Стромынского тракта (из Москвы в Киржач), в 18 верстах от уездного города и 21 версте от становой квартиры, при колодце, с 24 дворами и 191 жителем (88 мужчин, 103 женщины).
По данным на 1869 год — деревня Ивановской волости 3-го стана Богородского уезда с 30 дворами, 26 деревянными домами, 2 бумаготкацкими заведениями и 194 жителями (85 мужчин, 109 женщин), из которых 9 грамотных. Количество земли составляло 245 десятин, в том числе 100 десятин пахотной. Имелось 33 лошади, 36 единиц рогатого и 17 единиц мелкого скота.
В 1913 году — 43 двора.
По материалам Всесоюзной переписи населения 1926 года — центр Якимовского сельсовета Ивановской волости Богородского уезда в 12 км от Ямкинского шоссе и 20 км от станции Богородск Нижегородской железной дороги, проживало 268 жителей (131 мужчина, 137 женщин), насчитывалось 48 хозяйств (46 крестьянских).
С 1929 года — населённый пункт Московской области в составе:
- Черноголовского сельсовета Богородского района (1929—1930)[18],
- Черноголовского сельсовета Ногинского района (1930—1963, 1965—1975)[19][20],
- Черноголовского сельсовета Орехово-Зуевского укрупнённого сельского района (1963—1965)[21],
- посёлка Черноголовка Ногинского района (административное подчинение, 1975—2005)[20],
- городского округа Черноголовка (2005 — н. в.)[22].